# Nathalie Torres Garcia
Nathalie Torres Garcia   (París, 1970) és una lingüista i política valenciana, diputada a les Corts Valencianes des de 2019.
Va nàixer a la capital de França perquè els seus pares hagueren d'exiliar-se espentats pel règim franquista. A la tornada a Xeraco (la Safor), poble natal dels seus avantpassats i on Torres passà els darrers anys d'infantesa fins que als 18 anys va a València a estudiar. Ara viu a Puçol (l'Horta Nord) on està casada i té una filla.
A la Universitat de València, on es llicencià en Filologia Catalana (1993), s'inicia en l'activisme polític formant part del sindicat nacionalista Bloc d'Estudiants Agermanats (BEA) i més tard fon sòcia fundadora i presidenta en distintes ocasions de l'Associació Cívica Valenciana Tirant lo Blanc i patrona de la Fundació Nexe, totes dues relacionades amb el valencianisme polític.
Professionalment, s'ha dedicat a la lingüística com a docent i posteriorment com a tècnic a la Universitat de València, a l'Ajuntament de Catarroja i a l'Ajuntament de Burjassot, del qual és funcionària des del 2009.
L'any 1995 s'afilia al partit Bloc Nacionalista Valencià, del qual forma part de l'executiva i del Consell Nacional des de 2016. Nathalie Torres fou subdirectora general de Política Lingüística i Gestió del Multilingüisme a la Conselleria d'Educació i Cultura del 2015 al 2019, amb el conseller Vicent Marzà. El 2019 fou elegida diputada per la circumscripció de València a les eleccions a les Corts Valencianes.